# كلكهايم
كلكهايم (تانوس) (بالألمانية: Kelkheim) هي مدينة وبلدة ألمانية تقع في ألمانيا في ماين-تاونوس.

## المدن التوأمة
مدن Saint-Fons وهاي ويكومب هي مدن توأمة لـكلكهايم (تانوس).